# جينا بيك
جينا بيك (بالإنجليزية: Gina Beck)‏ هي مغنية بريطانية، ولدت في 30 ديسمبر 1981 في هاي ويكومب في المملكة المتحدة.

## وصلات خارجية
- الموقع الرسمي
- جينا بيك على موقع IMDb (الإنجليزية)
- جينا بيك على موقع قاعدة بيانات الفيلم (الإنجليزية)